# Grand Chelem (saut d'obstacles)
 (août 2019).

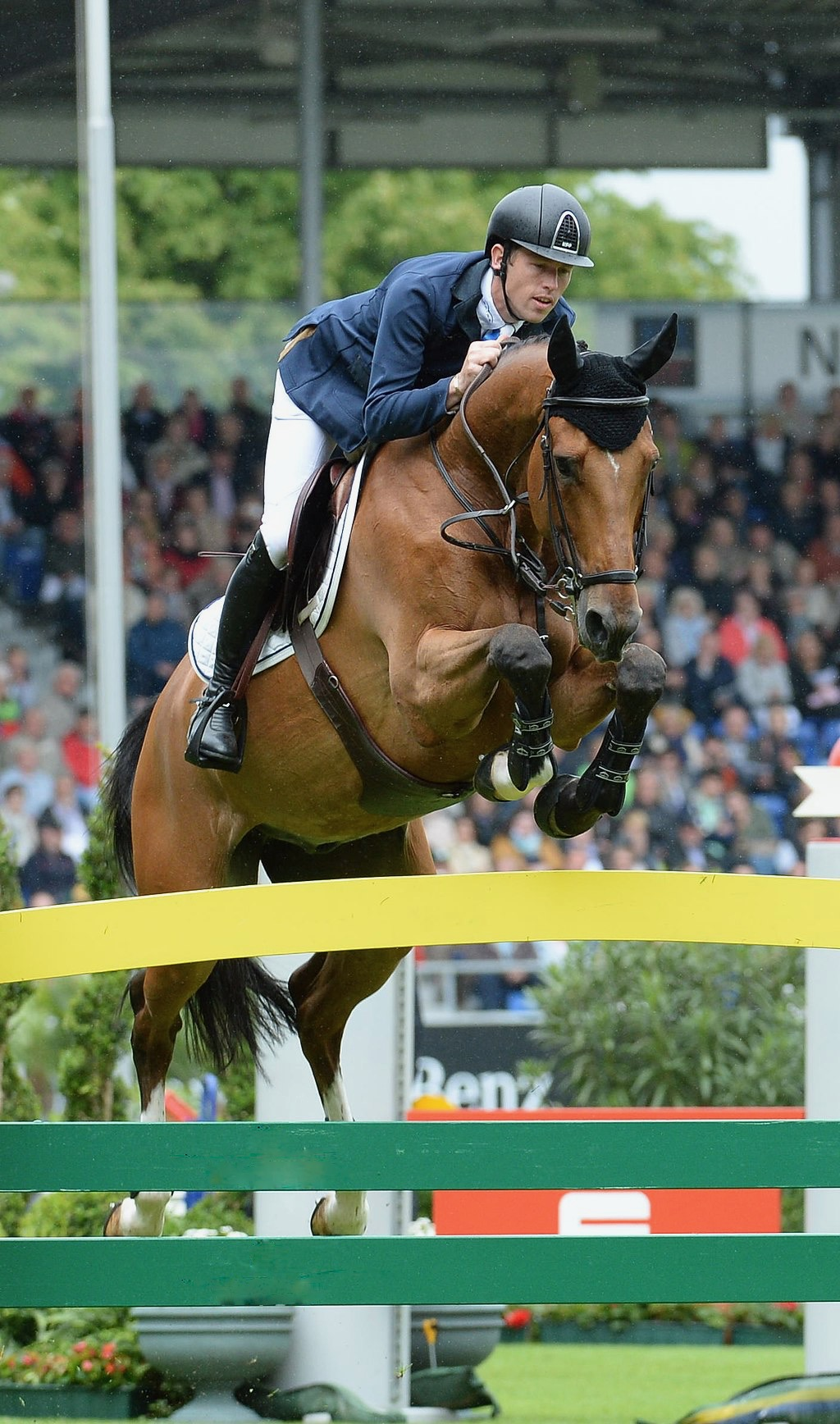
Scott Brash, sur Hello Sanctos à Aix-la-Chapelle, seul couple cavalier-cheval au monde à avoir réalisé le Grand Chelem.

Le Grand Chelem de saut d’obstacles, sponsorisé et appelé Rolex Grand Slam of Show Jumping, est un concept réunissant les quatre concours de saut d'obstacles majeurs de la saison équestre que sont :
- Le CHIO d'Aix-la-Chapelle en Allemagne (piste extérieure en herbe) ;
- Les Spruce Meadows « Masters » de Calgary au Canada (piste extérieure en herbe) ;
- Le CHI de Genève en Suisse (piste intérieure en sable) ;
- The Dutch Masters de Bois-le-Duc aux Pays-Bas (piste intérieure en sable).

Réaliser le Grand Chelem consiste à remporter consécutivement les quatre Grands Prix de ces Majeurs.
Dans l'histoire des sports équestres, un seul cavalier est parvenu à remporter le Rolex Grand Slam of Show Jumping qui, jusqu'en 2018, n'était composé que de trois Grands Prix. Il s'agit de Scott Brash, qui s'est imposé successivement à Genève en décembre 2014, Aix-la-Chapelle en mai 2015, et Calgary en septembre 2015, avec Hello Sanctos.

## Création

### Union de quatre Majeurs
Le Rolex Grand Slam of Show Jumping a été créé par les organisateurs des Majeurs d’Aix-la-Chapelle, de Calgary et de Genève, qui se sont unis pour mettre sur pied un Grand Chelem, à l’image de ceux déjà connus dans le monde du tennis ou du golf, mais inexistant jusque-là en saut d’obstacles.
En 2018, The Dutch Masters de Bois-le-Duc, aux pays-Bas, rejoint le Grand Chelem, qui compte désormais un Majeur à chaque saison, deux en extérieur, deux en intérieur.

### Présentation au public et dans les médias
Parrainé par Rolex, le Grand Chelem de saut d’obstacles a été présenté aux médias et au grand public le 26 avril 2013 à Göteborg. Il est expliqué que le nombre d’événements le composant pourrait évoluer pour atteindre au maximum cinq Majeurs. L'intégration des Dutch Masters au Grand Chelem a été annoncée le 12 mars 2017 à Bois-le-Duc.

### Promotion de la jeunesse
La promotion de la relève fait partie intégrante du Rolex Grand Slam. Deux jeunes cavaliers, au minimum, sont invités à chacun des trois concours, leur permettant ainsi d’acquérir de l’expérience au plus haut niveau.

### Comité d'organisation
Le comité d'organisation du Rolex Grand Slam est composé des quatre organisateurs des Majeurs. La présidente actuelle est Linda Southern-Heathcott de Spruce Meadows.

## Les quatre Majeurs du Grand Chelem

### Le CHIO d’Aix-la-Chapelle - Allemagne

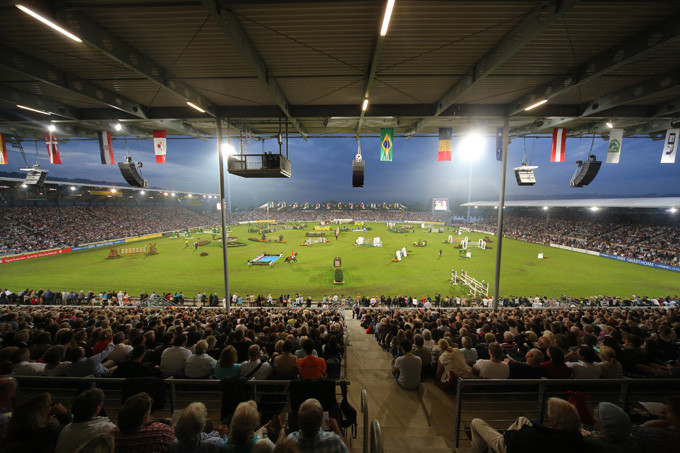
Piste du stade de la Soers au CHIO d'Aix-la-Chapelle

Fondé en 1898, le CHIO d'Aix-la-Chapelle est un événement majeur équestre. Plus de 350 000 visiteurs se rendent chaque année sur le complexe de la Soers à Aix-la-Chapelle pour y suivre cinq disciplines équestres que sont le saut d’obstacles, le dressage, le concours complet, l’attelage et la voltige. Plus de 400 journalistes relaient le déroulement des épreuves dans le monde. Les chaînes allemandes ARD, ZDF et WDR, par exemple, retransmettent l’événement chaque année sur plus de 30 heures.

#### Éléments Clés
| Dates de la prochaine édition | 27 juin au 7 juillet 2025 |
| Créé en                       | 1898                      |
| Spectateurs                   | 350 000[réf. souhaitée]   |
| Surface                       | Herbe en extérieur        |
| Dotation totale               | 2,73 millions d'euros     |

### Les Spruce Meadows «Masters» de Calgary - Canada

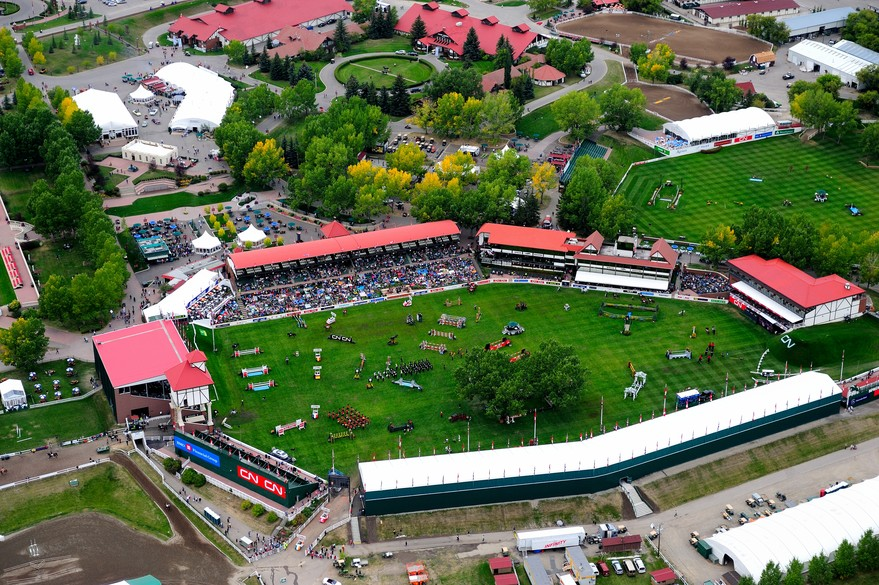
Le complexe des Spruce Meadows Masters

Le complexe de Spruce Meadows à Calgary, qui appartient intégralement à la famille Southern, est un lieu d’accueil d’événements équestres diversifiés. Du niveau junior au niveau élite en passant par le domaine amateur, Spruce Meadows accueille une large gamme de compétitions équestres. Depuis 1976, plus de quinze manifestations de saut d’obstacles de haut niveau sont organisées chaque année sur le site composé de sept terrains de compétition et de deux manèges répartis sur une superficie de 225 hectares.

#### Éléments Clés
| Dates de la prochaine édition | 2-7 Septembre 2025                         |
| Créé en                       | 1976                                       |
| Spectateurs                   | 500 000 par an, 200 000 pour les "Masters" |
| Surface                       | Herbe en extérieur                         |
| Dotation totale               | 2.34 millions de dollars canadiens         |

### CHI de Genève - Suisse

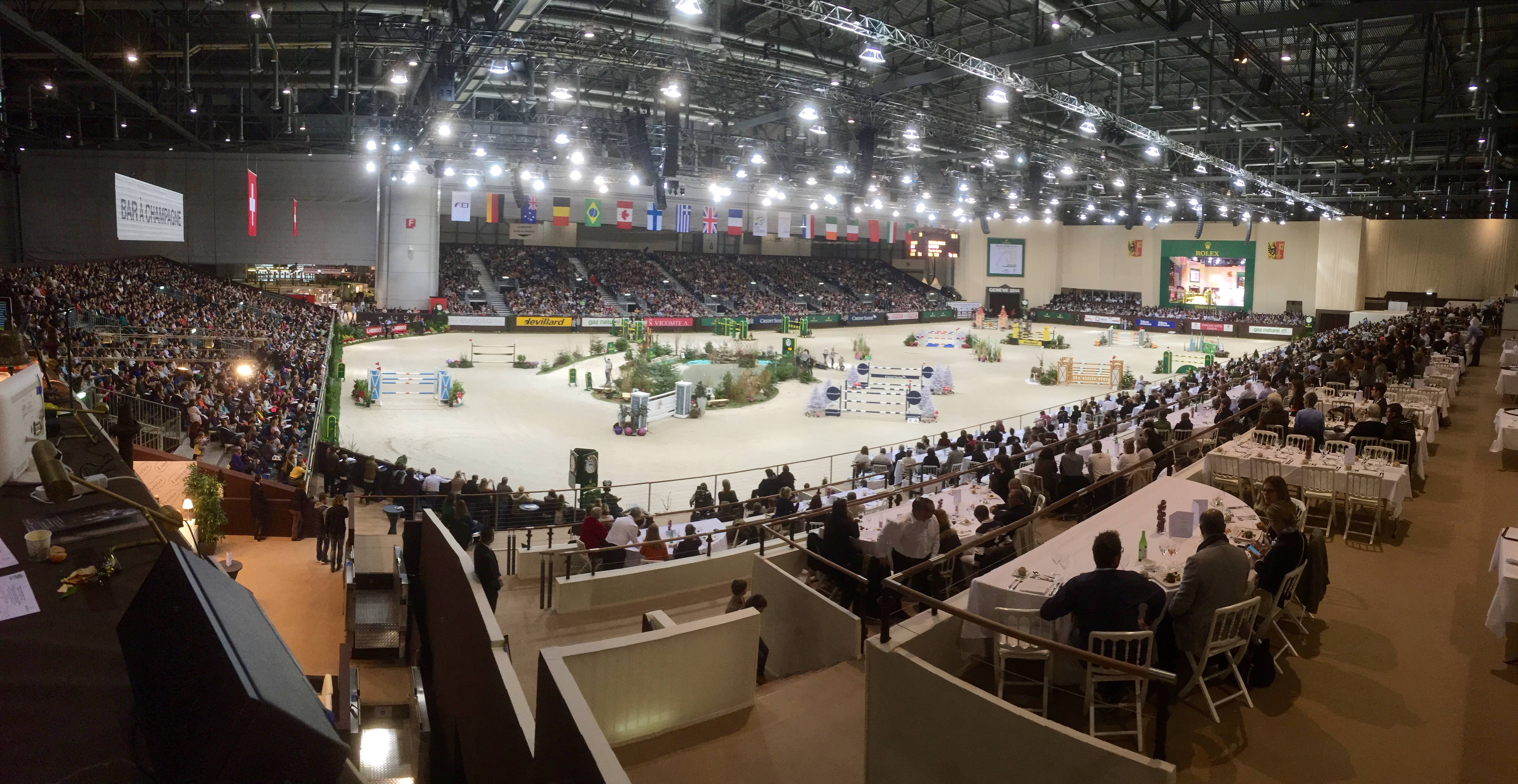
La piste du CHI de Genève est la plus grande piste indoor du monde

Créé en 1926, le CHI de Genève est un important concours hippique se disputant en intérieur. Chaque année, à Palexpo, il réunit cavaliers et meneurs sur une piste intérieure de près de 5 400 m2.
Élu six fois meilleur concours du monde, le CHI de Genève a accueilli deux finales de Coupe du monde (1996 et 2010) ainsi que onze finales du Top 10 Rolex IJRC. Le Défi des Champions présenté par Rolex est également l'une des épreuves phares de la manifestation.
Genève accueille aussi la seule étape de la Coupe du monde d'attelage de Suisse.
Chaque année, 700 bénévoles participent à la manifestation qui réunit 45 000 spectateurs durant cinq jours.

#### Éléments Clés
| Dates de la prochaine édition | 10-14 Décembre 2025            |
| Créé en                       | 1926                           |
| Spectateurs                   | 45 000                         |
| Surface                       | Sable en indoor                |
| Dotation totale               | 2.4 millions de francs suisses |

### The Dutch Mastersde Bois-le-Duc - Pays-Bas

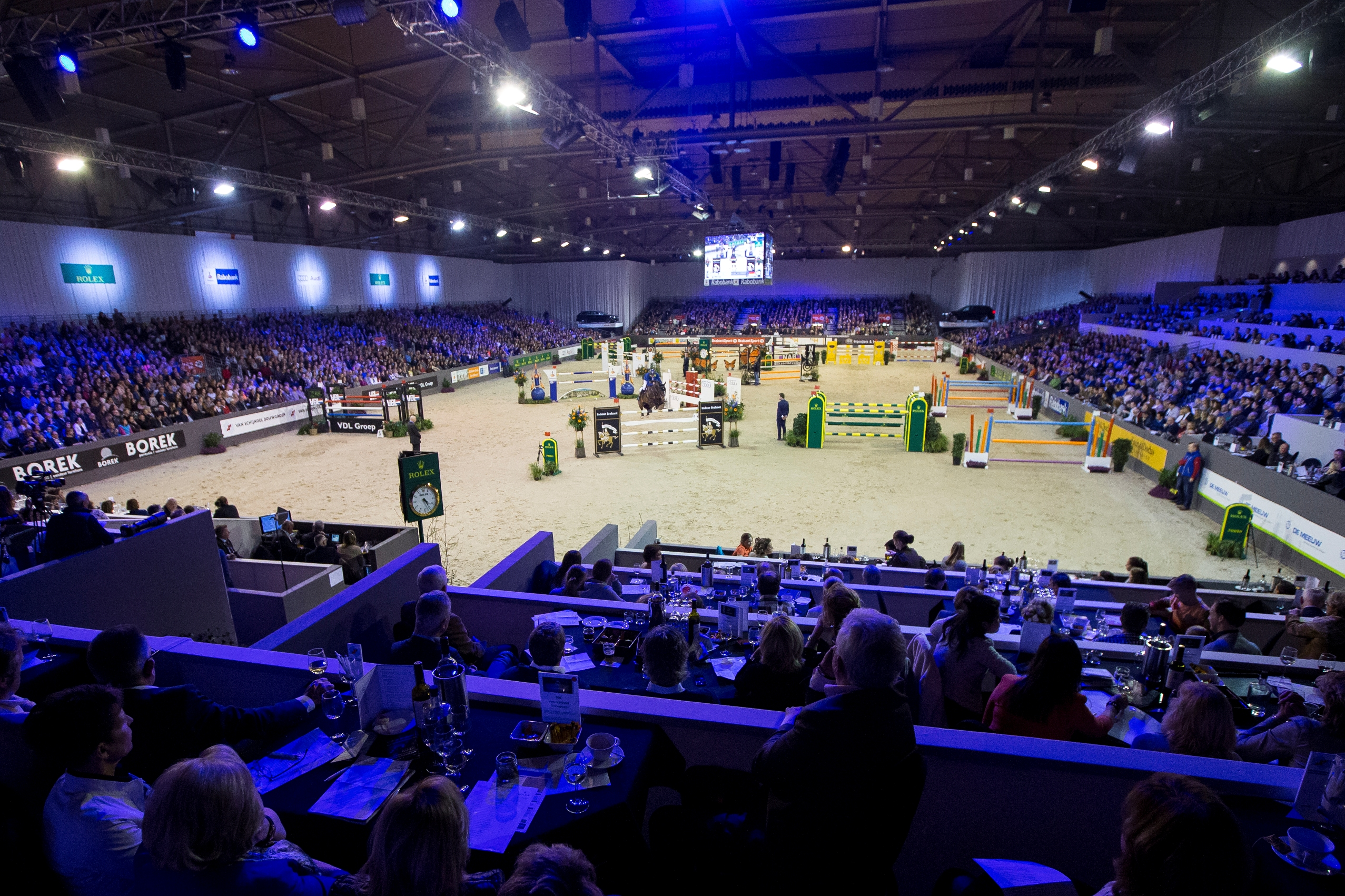
Dutch Masters Den Bosch

The Dutch Masters est le plus grand concours en intérieur des Pays-Bas. En 1994 s’y est tenue une première finale de Coupe du monde de saut d’obstacles et en 2012, l’Indoor Brabant, le Dutch Masters, a été le cadre des finales de dressage et de saut d’obstacles. 65 000 visiteurs assistent chaque année à ce Majeur qui a fêté ses 50 ans d'histoire en 2017.

#### Éléments Clés
| Dates de la prochaine édition | 13-16 mars 2025     |
| Créé en                       | 1967                |
| Spectateurs                   | 65 000              |
| Surface                       | Sable en indoor     |
| Dotation totale               | 1.2 million d'euros |

## Dotations et bonus
Les Grands Prix Rolex des trois Majeurs totalisent une dotation de plus de 3 millions d’euros, à laquelle s’ajoute la possibilité de remporter des bonus :
- Un cavalier réalisant le Grand Chelem (victoire lors des quatre Grands Prix consécutivement) remporte un bonus de 2 000 000 d'euros ;
- Un cavalier remportant trois Grand Prix consécutivement remporte un bonus de 1 000 000 d'euros ;
- Un cavalier remportant deux Grands Prix consécutivement remporte un bonus de 500 000 euros ;

Seul le classement du cavalier est pris en compte. Celui-ci peut en effet monter des chevaux différents lors des quatre Grands Prix. Une première victoire déclenche un cycle, et l’année calendaire n’est ainsi pas déterminante. Le cycle du Rolex Grand Slam of Show Jumping est perpétuel. Un cavalier doit toutefois participer aux quatre étapes du cycle qu’il a déclenché pour prétendre à son bonus.

## Les vainqueurs des épreuves du Grand Chelem

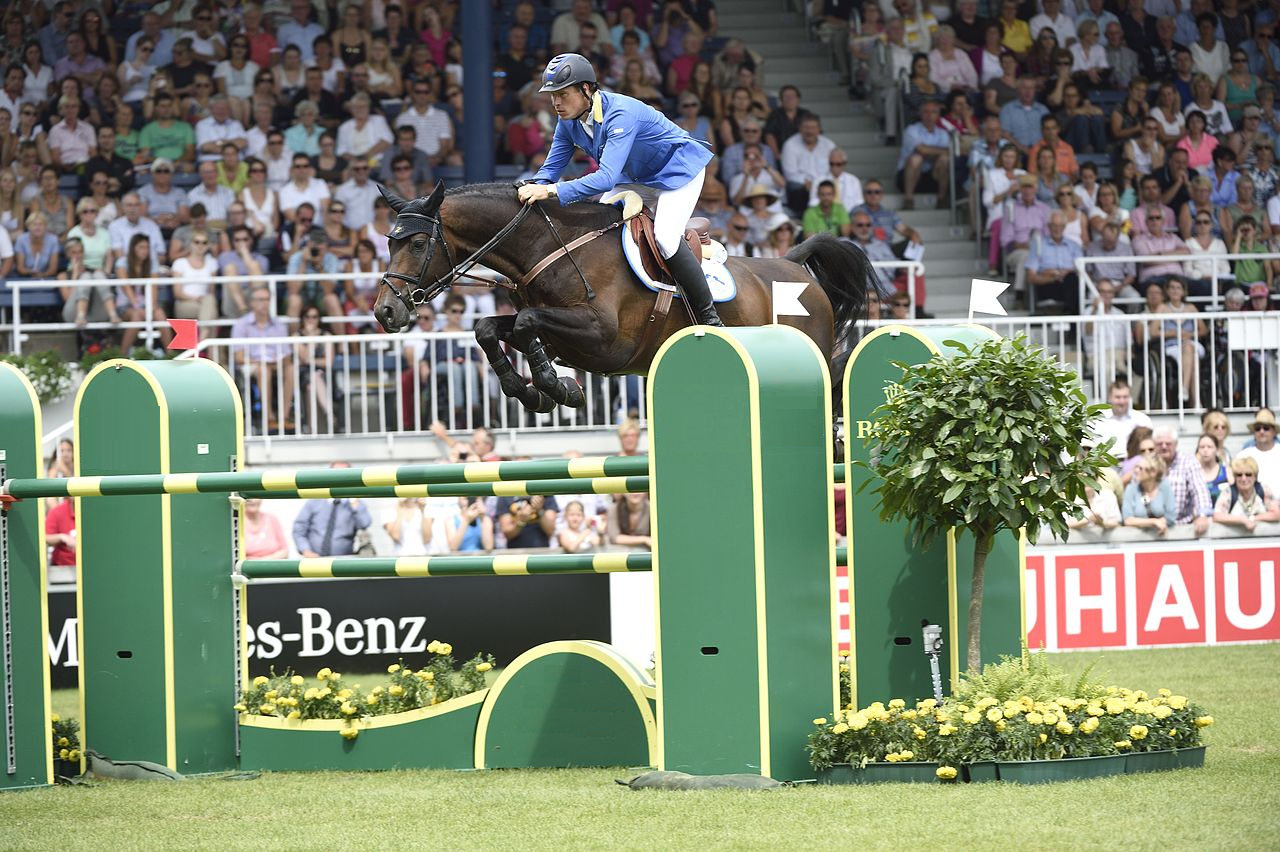
Christian Ahlmann et Codex One, vainqueurs du Majeur d'Aix-la-Chapelle en 2014

### CHIO d'Aix-la-Chapelle
- 2013 :  Nick Skelton et Big Star
- 2014 :  Christian Ahlmann et Codex One
- 2015 :  Scott Brash et Hello Sanctos
- 2016 :  Philipp Weishaupt et L.B. Convall
- 2017 :  Grégory Wathelet et Corée
- 2018 :  Marcus Ehning et Prêt à Tout
- 2019 :  Kent Farrington et Gazelle
- 2020 : Annulé en raison de la pandémie de coronavirus[2]
- 2021 :  Daniel Deußer et Killer Queen VDM
- 2022 :  Guerrit Nieberg et Ben 431
- 2023 :  Marcus Ehning et Stargold
- 2024 :   André Thieme et DSP Chakaria

### Spruce Meadows «Masters» de Calgary
- 2013 :  Pieter Devos et Candy
- 2014 :  Ian Millar et Dixson

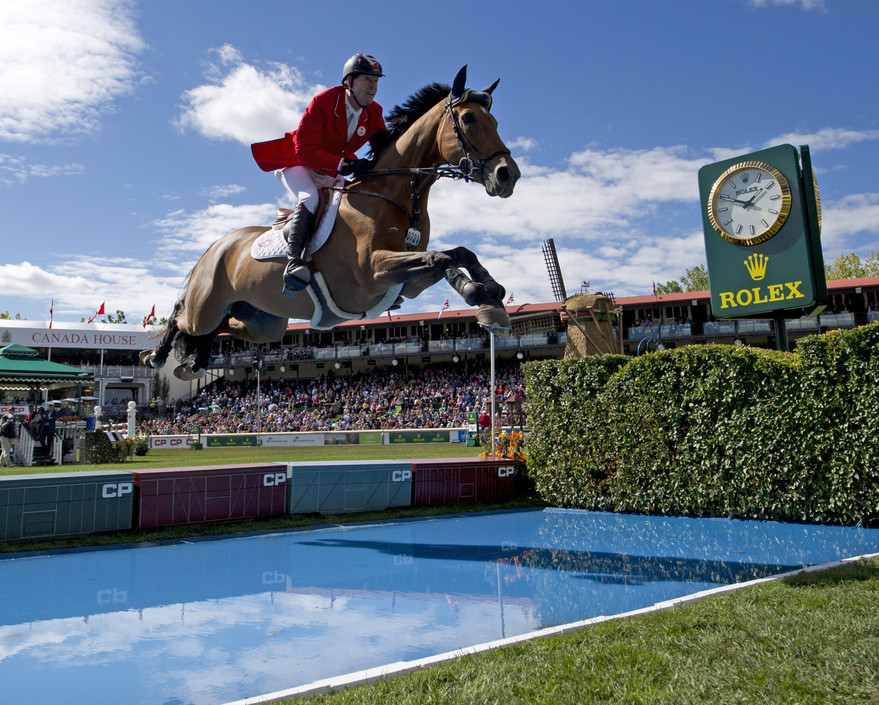
Ian Millar et Dixson s'imposent aux Spruce Meadows "Masters" 2014

- 2015 :  Scott Brash et Hello Sanctos
- 2016 :  Scott Brash et Ursula
- 2017 :  Philipp Weishaupt et L.B. Convall
- 2018 :  Sameh El Dahan et Suma's Zorro
- 2019 :  Beezie Madden et Darry Lou
- 2020 : Annulé en raison de la pandémie de coronavirus[3]
- 2021 :  Steve Guerdat et Venard de Cerisy
- 2022 :  Daniel Deußer et Killer Queen VDM
- 2023 :  Martin Fuchs et Leone Jei
- 2024 :  Martin Fuchs et Leone Jei

### CHI de Genève

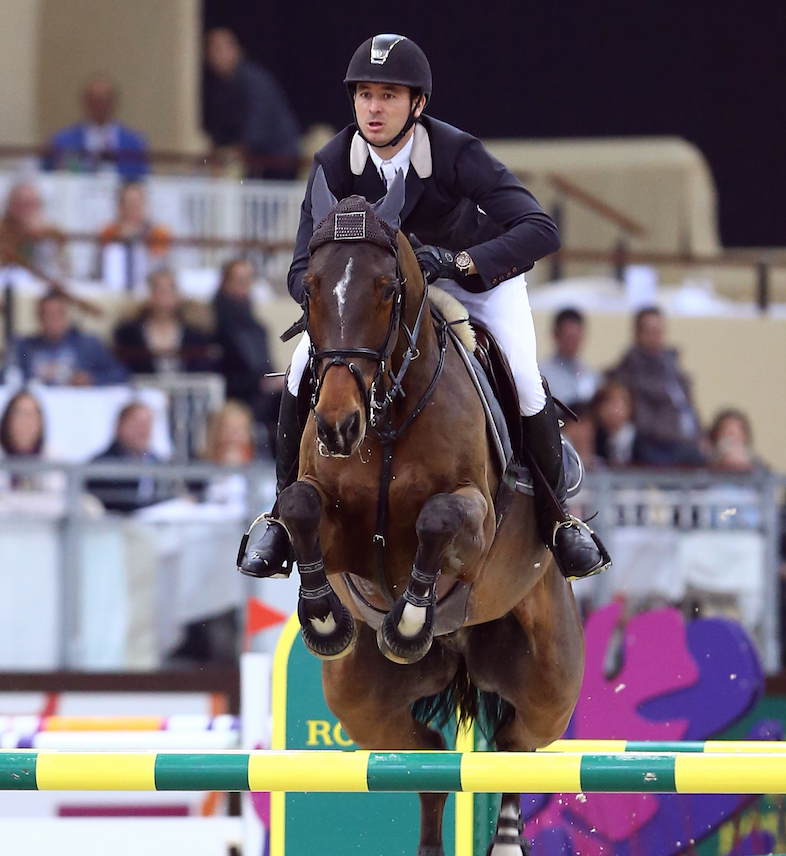
Le champion olympique 2012 Steve Guerdat vainqueur de l'épreuve du Grand Chelem de Genève en 2013 et 2015 avec Nino des Buissonnets.

- 2013 :  Steve Guerdat et Nino des Buissonnets
- 2014 :  Scott Brash et Hello Sanctos
- 2015 :  Steve Guerdat et Nino des Buissonnets
- 2016 :  Pedro Veniss et Quabri de l'Isle
- 2017 :  Kent Farrington et Gazelle
- 2018 :  Marcus Ehning et Prêt à Tout
- 2019 :  Martin Fuchs et Clooney 51
- 2020 : Annulé en raison de la pandémie de coronavirus[4]
- 2021 :  Martin Fuchs et Leone Jei
- 2022 :   McLain Ward et HH Azur
- 2023 :   Richard Vogel et United Touch S
- 2024 :  Harrie Smolders et Monaco

### The Dutch Masters
- 2018 :  Niels Bruynseels et Gancia de Muze
- 2019 :  Henrik von Eckermann et Mary Lou
- 2020 : Annulé en raison de la pandémie de coronavirus[5]
- 2021 :  Max Kühner et Elektric Blue P[6]
- 2022 :  Daniel Deußer et Scuderia 1918 Tobago Z
- 2023 :  McLain Ward et HH Azur
- 2024 :  Willem Greve et Highway TN N.O.P.

## Le trophée du Grand Chelem
Le trophée du Rolex Grand Slam, une coupe en argent fin à deux anses galbées, a été créé par le joaillier londonien Garrard fondé en 1735. Il est posé sur un socle en argent ; sa partie centrale est constituée d’une spirale filigrane qui rejoint le corps en forme de tulipe de la coupe. Le trophée a une hauteur de 45 centimètres et pèse deux kilogrammes. Le côté frontal arbore le logo du Rolex Grand Slam gravé à la main. Le trophée a été dessiné par Corinna Pike, créatrice des bijoux royaux et Heritage Director chez Garrard. Son ambition était de créer une forme galbée inspirée de la nature et d’atteindre le plus haut degré d’harmonie possible dans le design.